# Exèrcit assiri
L'Imperi Neoassiri va aparèixer el segle X aC. Es considera que Assurnasirpal II va fer servir estratègies sòlides en les guerres de conquesta. Mentre que volia assegurar fronteres defensables, organitzava incursions contra els seus oponents per tal d'obtenir beneficis econòmics, tal com va fer durant les campanyes del Llevant. El resultat implicava que la prosperitat econòmica de la regió alimentava la màquina de guerra assíria.
Assurnasirpal II va ser succeït per Salmanassar III. Tot i que va fer campanyes durant 31 dels seus 35 anys del regnat, no va aconseguir superar o igualar les conquestes del seu predecessor, i la seva mort va portar a un nou període de debilitat a l'Imperi Neoassiri.
Assíria s'acabaria recuperant sota el regnat de Teglatfalassar III, que amb les seves reformes va tornar a fer d'Assíria la força més potent de l'Orient Pròxim, i la va transformar en un imperi complet. Posteriorment, sota Salmanassar V, Sargon II i Sennàquerib, es van fer noves ofensives, tot i que no només es dissenyaven per conquerir, sinó també per reduir la capacitat dels enemics d'enderrocar el poder assiri. Així, l'exèrcit assiri va patir nombroses pèrdues de soldats. Assarhaddon va aconseguir conquerir l'Egipte inferior, mentre que el seu successor, Assurbanipal, va conquerir la meitat nord del país.
Tanmateix, al final del regnat d'Assurbanipal, sembla que l'imperi assiri estava caient a un nou període de debilitat, el qual no acabaria superant. Després d'anys de batalles i rebel·lions constants, es reduïa el nombre de tropes, tant per baixes com per pèrdua de territori, i per tant, de reforços de les regions exteriors. El 605 aC, desapareixen els documents polítics assiris independents, i els assiris van perdre la seva independència.

## Context
L'Imperi Assiri s'ha descrit com "la primera potència militar de la història." A Mesopotàmia s'hi van lliurar algunes de les batalles més antigues de què es té constància. De fet, la primera batalla coneguda fou entre les forces de Lagash i Umma prop del 2450 aC. Com moltes fonts mesopotàmiques, conté elements de ficció. El governador de Lagash, Eannatum I, fou inspirat pel déu Ningirsu perquè ataqués el regne rival d'Umma; tots dos es van implicar en escaramusses menors i atacs a les fronteres. Eannatum, tot i que va triomfar, va rebre una fletxa a l'ull. Després de la batalla, va documentar orgullós el comportament dels voltors.

### Accadis i antics assiris
El primer rei de l'Antic Imperi Assiri Tudiya era contemporani d'Ibrium d'Ebla. Va evolucionar de l'Imperi accadi de finals del tercer mil·lenni aC. Assíria era una nació forta sota el regnat d'Ilushuma (1945–1906 aC), que va fundar colònies a l'Àsia Menor i va atacar Isin i altres estats sumero-accadis al sud de Mesopotàmia.
Segons una llegenda, Sargon, primer rei de l'Imperi accadi, fou descobert per un jardiner a Mesopotàmia en un cistell. Més endavant, fundaria la ciutat d'Agade i faria créixer un exèrcit de 5.400 soldats, i llavors conqueriria bona part de l'actual Iraq. Les seves inscripcions parlen de 34 victòries i "5.400 homes menjant pa davant de Sargon", exemplificant tant el personal ampli com l'obediència de les seves tropes (i possiblement també exèrcit permanent). Tot i que era petit pels estàndards de reis posteriors, l'exèrcit de Sargon era més gran i sofisticat que altres del seu període, i feia servir una combinació de llances, armes llancívoles, espases de bronze i carros de quatre rodes. El seu imperi podria haver inclòs (almenys breument) parts del Mediterrani, Anatòlia i l'Iran occidental. Els setges no eren complicats, ja que la major part de ciutats emmurallades eren fetes de fang; les seves inscripcions narren com les destruïa.